# 温州希尔顿酒店
温州泰希尔顿酒店是中国浙江省温州市瓯海区的摩天大楼，建筑高度为339米，地上71层。该建筑为温州市最高摩天楼，建筑总面积22.1万平方米的集酒店，居全球酒店品牌价值首位的希尔顿酒店、世界物业五大行之一的高力国际与希尔顿339正式签约，达成战略合作关系，希尔顿酒店正式落户。